# Mike Rafter
Pas d'image ? Cliquez ici

a Compétitions nationales et continentales officielles uniquement.

b Matchs officiels uniquement.
Michael Rafter, né le 31 mars 1952 à Bristol (Angleterre), est un joueur de rugby à XV, qui a joué avec l'équipe d'Angleterre, évoluant au poste de flanker. 

## Carrière
Il a disputé son premier test match le 15 janvier 1977, à l’occasion d’un match contre l'équipe d'Écosse, et le dernier contre l'équipe d'Argentine, le 6 juin 1981.

## Palmarès
- Vainqueur du tournoi des cinq nations en 1980

## Statistiques en équipe nationale
- 17 sélections (+ 5 non officielles) avec l'équipe d'Angleterre
- Sélections par année : 3 en 1977, 5 en 1978, 5 en 1979, 1 en 1980, 3 en 1981
- Tournois des Cinq Nations disputés : 1977, 1978, 1979, 1980, 1981